# Епифаний Кипърски
Епифаний Кипърски известен и като Епифаний Саламский (на гръцки: Ἐπιφάνειος Κύπρου; ок. 310/320-403 г.) е един от Отците на църквата, епископ на Кипър в края на 4 век.

## Биография
Епифаний е роден около 310/320 г. в християнско семейство в Безандук (Безадарка) близо до Елевтеропол в Юдея. Заминава да учи в реторска школа в Египет, където впоследствие се присъединява към монашеска общност. Завръщайки се в Юдея ок. 333 г., основава манастир, бива ръкоположен за свещеник и живее и служи като игумен на манастира около 30 години. Аскетизмът, благочестието и учеността на Епифаний му спечелват всеобщо уважение. През 367 г. е избран от кипърските епископи за архиепископ на Констанца (днешния гр. Саламин) на остров Кипър. През 382 г. заминава за Рим, за да потърси съдействието на римския епископ Йероним за изглаждане спора между епископите Флавиан и Павлин в Антиохия във връзка с Мелетиевия разкол. През 394 г. заминава на поклонение в Йерусалим. В 402 г. Епифаний свиква кипърските епископи на събор, на който са осъдени Ориген и съчиненията му. След събора заминава за Константинопол, за да води борба и там против оригенистите и да убеди Константинополския архиепископ да осъди тяхната ерес. През 403 г. на връщане по време на пътуването по море към Кипър Епифаний умира на кораба
Епифаний Кипърски е много добре образован и знае еврейски, сирийски, египетски, гръцки и латински език. Сред творбите му са „Твърдо стъпилият човек“, „Срещу ересите“, „Светият Дух“ и др.
Почитан от Римокатолическата, Православната и Ориенталските Православни църкви.

## Съчинения
- „Анкорат“ или "Твърдо стъпилият човек“ (Ancoratus, PG, t. 43, col. 17—236), в 121 глави.
- „Панарион“ или „Против ересите“ (Adversus haereses, PG, t. 41 и 42).
- „Обобщение“ (Recapitulato, PG, t. 42, 833—886)
- „За мерките и теглилките“ (De mensuris et ponderibus, PG, t. 43, 237—293), в 24 глави.
- „За дванадесетте камъни“ (De duodecim gemmis, РG. t. 43, col. 294—304) (PL, t. 43, 321—366).

6. 2 писма(РL, t. 43, 379—392).